# Samba Bathily Diallo
Pour les articles homonymes, voir Diallo.
 (décembre 2020).
Samba Bathily Diallo, né le 13 avril 1966 à Dakar, est un homme politique sénégalais. 

## Biographie

### Carrière
En 2015, il est maire de Dakar.

## Polémiques
En 2015, il est mêlé à une affaire de cession illégale de terres,,.